# 汤姆·布南
汤姆·布南（英語：Tom Boonen，1980年10月15日—）是一位比利时前公路自行车赛专业选手，曾赢得2005年度UCI世界錦標賽，大部分的职业生涯都是在速的奥-快步里。此外，他还赢得过巴黎–魯貝自行车赛4次，環法蘭德斯賽3次。